# Красночетайский район
Красночета́йский райо́н (чув. Хĕрлĕ Чутай районĕ) — административно-территориальная единица в Чувашской Республике России. В границах района образован одноимённый  муниципальный округ (в 2004—2022 гг. — муниципальный район).
Административный центр — село Красные Четаи.

## История
В период с 1780—1921 гг большая часть территории района входила в состав Курмышского уезда Симбирской губернии, а с 1921 по 1927 годы — в состав Батыревского уезда Чувашской АО. 1 октября 1927 года был образован Красночетайский район в составе Чувашской Автономной Советской Социалистической Республики. В ходе административной реформы Красночетайский район с 1962 по 1965 годы был объединён с Шумерлинским районом.
Большинство населённых пунктов Красночетайского района были основаны в дореволюционный период. Только 6 деревень были основаны позднее : Красный Яр (1917), Липовка и Липовка 2-я (1926), Дубовка (1926), Лоба (1928), Пчёлка (1935).

## География
Район расположен в северо-западной части Чувашской Республики. Его площадь 691,6 км², протяженность с запада на восток и с севера на юг составляет примерно 36 км. На западе по реке Суре граничит с Нижегородской областью (Пильнинский район), на севере с Ядринским, на востоке с Аликовским и на юге с Шумерлинским районами.

## Население
| 1993    | 1997    | 2001    | 2002    | 2005    | 2009    | 2010    | 2011    | 2012    |
| ------- | ------- | ------- | ------- | ------- | ------- | ------- | ------- | ------- |
| 23 900  | ↘23 000 | ↗26 600 | ↘21 117 | ↘20 700 | ↘19 941 | ↘16 941 | ↘16 825 | ↘16 537 |
| 2013    | 2014    | 2015    | 2016    | 2017    | 2018    | 2019    | 2020    | 2021    |
| ↘16 294 | ↘16 029 | ↘15 571 | ↘14 975 | ↘14 426 | ↘13 960 | ↘13 568 | ↘13 190 | ↗14 133 |

### Национальный состав
По данным переписи населения 2010 года Красночетайский район мононационален, абсолютное большинство населения — чуваши (97 %), наибольшая доля русских — в селе Русские Атаи.
| Национальность | Число указавших национальность и доля от населения района |
| -------------- | --------------------------------------------------------- |
| Чуваши         | 97,33 % (17 834)                                          |
| Русские        | 2,28 % (322)                                              |
| Татары         | 0,10 % (17)                                               |

## Территориальное устройство
В рамках административно-территориального устройства, район делится на 10 административно-территориальных единиц — сельских поселений.
В рамках организации местного самоуправления с 2004 до 2022 гг. муниципальный район включал 10 муниципальных образований со статусом сельского поселения, которые к 1 января 2023 года были упразднены и объединены в единый муниципальный округ.
| №  | Сельское поселение                 | Административный центр | Количество населённых пунктов | Население (чел.) | Площадь (км²) |
| -- | ---------------------------------- | ---------------------- | ----------------------------- | ---------------- | ------------- |
| 1  | Акчикасинское сельское поселение   | деревня Акчикасы       | 6                             | ↘1324            | 54,68         |
| 2  | Атнарское сельское поселение       | село Атнары            | 11                            | ↘1622            | 150,95        |
| 3  | Большеатменское сельское поселение | деревня Большие Атмени | 6                             | ↘807             | 33,11         |
| 4  | Испуханское сельское поселение     | деревня Испуханы       | 7                             | ↘917             | 55,67         |
| 5  | Красночетайское сельское поселение | село Красные Четаи     | 7                             | ↘3772            | 93,13         |
| 6  | Пандиковское сельское поселение    | село Пандиково         | 8                             | ↘1100            | 87,38         |
| 7  | Питеркинское сельское поселение    | деревня Питеркино      | 4                             | ↘779             | 48,72         |
| 8  | Староатайское сельское поселение   | деревня Старые Атаи    | 8                             | ↘846             | 57,68         |
| 9  | Хозанкинское сельское поселение    | деревня Хозанкино      | 7                             | ↘1187            | 62,56         |
| 10 | Штанашское сельское поселение      | село Штанаши           | 6                             | ↘490             | 47,68         |

## Населённые пункты
В Красночетайском районе (муниципальном округе) расположено 70 населённых пунктов:
| №  | Населённый пункт | Тип     | Население | Поселение                          |
| -- | ---------------- | ------- | --------- | ---------------------------------- |
| 1  | Акташи           | деревня | ↗56       | Староатайское сельское поселение   |
| 2  | Акчикасы         | деревня | ↗429      | Акчикасинское сельское поселение   |
| 3  | Аликово          | деревня | ↗343      | Большеатменское сельское поселение |
| 4  | Арайкасы         | деревня | ↗115      | Штанашское сельское поселение      |
| 5  | Атнары           | село    | ↗820      | Атнарское сельское поселение       |
| 6  | Баймашкино       | село    | ↗468      | Акчикасинское сельское поселение   |
| 7  | Берёзовка        | деревня | ↗162      | Атнарское сельское поселение       |
| 8  | Большие Атмени   | деревня | ↗272      | Большеатменское сельское поселение |
| 9  | Верхнее Аккозино | деревня | ↗454      | Хозанкинское сельское поселение    |
| 10 | Вишенеры         | деревня | ↗52       | Питеркинское сельское поселение    |
| 11 | Вторые Хоршеваши | деревня | ↗350      | Хозанкинское сельское поселение    |
| 12 | Горбатовка       | деревня | ↗43       | Штанашское сельское поселение      |
| 13 | Дубовка          | деревня | ↘20       | Красночетайское сельское поселение |
| 14 | Жукино           | деревня | ↗106      | Испуханское сельское поселение     |
| 15 | Ижекей           | деревня | ↗385      | Красночетайское сельское поселение |
| 16 | Испуханы         | деревня | ↗222      | Испуханское сельское поселение     |
| 17 | Калугино         | деревня | ↗296      | Акчикасинское сельское поселение   |
| 18 | Карк-Сирмы       | деревня | ↗152      | Испуханское сельское поселение     |
| 19 | Кишля            | деревня | ↗39       | Атнарское сельское поселение       |
| 20 | Кошкильдино      | деревня | ↗151      | Пандиковское сельское поселение    |
| 21 | Кошлауши         | деревня | ↗80       | Староатайское сельское поселение   |
| 22 | Красные Четаи    | село    | ↗3118     | Красночетайское сельское поселение |
| 23 | Красный Яр       | деревня | ↗47       | Атнарское сельское поселение       |
| 24 | Кубяши           | деревня | ↗247      | Питеркинское сельское поселение    |
| 25 | Кузнечная        | деревня | ↗208      | Староатайское сельское поселение   |
| 26 | Кумаркино        | деревня | ↗311      | Испуханское сельское поселение     |
| 27 | Кюрлево          | деревня | ↗125      | Штанашское сельское поселение      |
| 28 | Лесная           | деревня | ↗72       | Штанашское сельское поселение      |
| 29 | Липовка Вторая   | деревня | ↗89       | Атнарское сельское поселение       |
| 30 | Липовка Первая   | деревня | ↗113      | Акчикасинское сельское поселение   |
| 31 | Лоба             | деревня | ↗18       | Пандиковское сельское поселение    |
| 32 | Малиновка        | деревня | ↗42       | Большеатменское сельское поселение |
| 33 | Малые Атмени     | деревня | ↗140      | Большеатменское сельское поселение |
| 34 | Мижеркасы        | село    | ↗415      | Пандиковское сельское поселение    |
| 35 | Мочей            | деревня | ↗234      | Испуханское сельское поселение     |
| 36 | Мочковаши        | деревня | ↗330      | Большеатменское сельское поселение |
| 37 | Новые Атаи       | деревня | ↗260      | Староатайское сельское поселение   |
| 38 | Обыково          | деревня | ↗137      | Штанашское сельское поселение      |
| 39 | Осиново          | деревня | ↗136      | Пандиковское сельское поселение    |
| 40 | Пандиково        | село    | ↗222      | Пандиковское сельское поселение    |
| 41 | Питеркино        | деревня | ↗795      | Питеркинское сельское поселение    |
| 42 | Питишево         | деревня | ↗471      | Пандиковское сельское поселение    |
| 43 | Пчелка           | деревня | ↗39       | Красночетайское сельское поселение |
| 44 | Русские Атаи     | деревня | ↗200      | Староатайское сельское поселение   |
| 45 | Санкино          | деревня | ↗393      | Хозанкинское сельское поселение    |
| 46 | Сормово          | деревня | ↗159      | Атнарское сельское поселение       |
| 47 | Сосново          | деревня | ↗206      | Атнарское сельское поселение       |
| 48 | Старые Атаи      | деревня | ↗351      | Староатайское сельское поселение   |
| 49 | Тарабай          | деревня | ↗422      | Атнарское сельское поселение       |
| 50 | Тиханкино        | деревня | ↗268      | Хозанкинское сельское поселение    |
| 51 | Тоганаши         | деревня | ↗480      | Атнарское сельское поселение       |
| 52 | Томлей           | деревня | ↗240      | Красночетайское сельское поселение |
| 53 | Торханы          | деревня | ↗199      | Испуханское сельское поселение     |
| 54 | Урумово          | деревня | ↗212      | Испуханское сельское поселение     |
| 55 | Хвадукасы        | деревня | ↗310      | Пандиковское сельское поселение    |
| 56 | Хирлукасы        | деревня | ↗301      | Пандиковское сельское поселение    |
| 57 | Хозанкино        | деревня | ↗190      | Хозанкинское сельское поселение    |
| 58 | Хорабыр          | деревня | ↗204      | Питеркинское сельское поселение    |
| 59 | Хоршеваши        | село    | ↗159      | Хозанкинское сельское поселение    |
| 60 | Чербай           | деревня | ↗105      | Староатайское сельское поселение   |
| 61 | Черемушки        | посёлок | ↗88       | Атнарское сельское поселение       |
| 62 | Черепаново       | деревня | ↗1109     | Красночетайское сельское поселение |
| 63 | Шоля             | деревня | ↗561      | Акчикасинское сельское поселение   |
| 64 | Шорово           | деревня | ↗125      | Атнарское сельское поселение       |
| 65 | Штанаши          | село    | ↗478      | Штанашское сельское поселение      |
| 66 | Шумшеваши        | деревня | ↗316      | Большеатменское сельское поселение |
| 67 | Ягункино         | деревня | ↗260      | Хозанкинское сельское поселение    |
| 68 | Яманы            | деревня | ↗200      | Староатайское сельское поселение   |
| 69 | Ямаши            | деревня | ↗265      | Акчикасинское сельское поселение   |
| 70 | Янгильдино       | деревня | ↗507      | Красночетайское сельское поселение |

## Природа
Территория Красночетайского района расположена в пределах Чувашского плато. Рельеф центральной и северных частей района расчленён многочисленными речками и оврагами на ряд пологих увалов и отдельных возвышенностей. К югу плато переходит в холмистую равнину водноледникового происхождения. Западная граница по реке Суре имеет широкую, хорошо разработанную долину с ярко выраженной поймой и тремя надпойменными террасами. Пойма Суры частично затоплена водами Чебоксарского водохранилища. Общая ширина надпойменных террас достигает 10 км. На плоской поверхности террас местами развиты дюны высотой 8—10 м. Месторождения песков выявлены на Липовском участке, расположенных в 8 км к юго-западу от Красных Четай, и Шолинском участке — в 10 км к северо-западу от Красных Четай. Кирпичные суглинки залегают в двух месторождениях: Красночетайском (в 5 км северо-восточнее села Красные Четаи), разрабатываемой местным кирпичным заводом, и Томлейском (в 3 км к северо-востоку от районного центра).
Климат Красночетайского района умеренно континентальный с продолжительной холодной зимой и теплым, иногда жарким летом. Среднемесячная температура января равна −12,2 °C, а июля — 18,7 °C. Абсолютный минимум достигал −44 °C, абсолютный максимум 37 °C. За год выпадает 492 мм осадков.
Главная река Красночетайского района — Сура, её протяжённость в районе составляет 63 км. Остальные реки — мелкие водотоки, притоки Суры и Вылы. Озёр в районе мало, почти все они в пойме Суры. У большинства населённых пунктов в оврагах, балках и ручьях запруды и пруды. В Красночетайском районе 23 болота общей площадью 520 га. Четыре из них, наибольшие по площади, взяты под охрану как памятники природы.
Дерново-среднеподзолистые почвы располагаются в центральной части района, занимая примерно 9 % площади. Светло-серые лесные почвы преимущественно в северной части, их площадь составляет 9 %. В пойме Суры дерново-пойменные аллювиальные и болотные торфяные глеевые почвы занимают 30 % площади.
Красночетайский район находится в лесостепной зоне. Лесистость его составляет 33 %. Леса располагаются компактно большими массивами. Преобладают твёрдолиственные породы, занимающие 59 % покрытой лесом площади, из них доминирует дуб (55 % покрытой лесом площади), затем ясень, ильм, клен.

## Общество

### Спорт
- Детско-юношеская спортивная школа физкультурно-спортивный комплекс «Хастар» (с. Красные Четаи)

### Образование
В Красночетайском районе находятся 9 школ, 4 детских сада и 2 учреждения дополнительного образования (детская школа искусств и Дом детского творчества).
| школа                 | адрес                                |
| --------------------- | ------------------------------------ |
| Атнарская СОШ         | д. Атнары, ул. Пришкольная д.60а     |
| Большеатменская СОШ   | д. Большие Атмени, ул. Речная д.100  |
| Верхнеаккозинская ООШ | д. Верхнее Аккозино, ул. Ленина д.67 |
| Красночетайская СОШ   | с. Красные Четаи, пл. Победы д.1     |
| Мижеркасинская СОШ    | д. Мижеркасы, ул. Октябрьская д.1    |
| Новоатайская СОШ      | д. Новые Атаи, ул. Школьная д.13     |
| Питеркинская СОШ      | д. Питеркино, ул. Школьная д.4       |
| Хозанкинская ООШ      | д. Хозанкино, ул. Центральная д.43а  |
| Шолинская ООШ         | д. Щоля, ул. Центральная д.103       |

| детский сад | адрес                            |
| ----------- | -------------------------------- |
| «Солнышко»  | с. Красные Четаи, ул. Ленина д.4 |
| «Рябинушка» | с. Красные Четаи, ул. Новая д.37 |
| «Колосок»   | с. Атнары, ул. Молодёжная д.40а  |
| «Ромашка»   | д. Баймашкино, ул. Школьная 145а |

### Религия
Большинство жителей района — православные христиане. Красночетайский район вместе с Шумерлинским районом и г. Шумерля входит в состав VI-го Благочиннеческого округа Чебоксарской Епархии Чувашской митрополии. На территории Красночетайского района располагаются 4 храма : Храм Воздвижения Креста Господня (с. Красные Четаи), Храм Рождества Пресвятой Богородицы (с. Хоршеваши), Храм Воздвижения Господня (с. Штанаши), Храм Преображения Господня (с. Пандиково) и 1 часовня :Часовня иконы Божей Матери «Всех скорбящих Радосте» (с. Штанаши).

## Экономика
Красночетайский район в основном сельскохозяйственный, получили развитие как животноводство (2/3 валового производства продукции), так и растениеводство (1/3). В животноводстве ведущее место занимает мясо-молочное скотоводство, развито также свиноводство. В растениеводстве получило развитие производство зерна, картофеля, кормовых культур. Промышленные предприятия района перерабатывают сельхозпродукцию, занимаются вывозкой древесины, ремонтом сельскохозяйственной техники, производят кирпич, товары народного потребления, разнообразную продукцию пищевой промышленности (плодоовощные консервы, кондитерские, хлебобулочные изделия, сушёные овощи и картофель, сухой кисель), предназначенных как для местного потребления, так и на вывоз. Овощи на переработку поступают от собственных хозяйств, а также от хозяйств ближайших районов. Промышленные предприятия размещены в Красных Четаях и в сельских поселениях.

## Транспорт
На территории Красночетайского района функционируют автомобильный, железнодорожный, речной транспорт. На железной дороге «Нижний Новгород —Казань», пересекающей на небольшом протяжении южную часть района, отсутствуют железнодорожные станции, ближайшая железнодорожная станция находится в Нижегородской области. На Суре, протекающей по западной границе района, нет пристаней, имеются лишь остановочные пункты.
Центральную часть Красночетайского района в меридиональном направлении пересекает автодорога «Сурское —Шумерля», в широтном направлении — дорога «Нижний Новгород —Казань». Автомобильный транспорт в районе является основным средством связи. Все центральные усадьбы хозяйств связаны с районным центром сетью местных автодорог, имеющих выход на главные республиканские магистрали.

## Известные люди, связанные с Красночетайским районом
- Степанов, Пётр Петрович — государственный и политический деятель Приднестровской Молдавской Республики, 1-й Председатель Правительства Приднестровской Молдавской Республики, родился в деревне Санкино Красночетайского района.